# Aaron Krickstein
Aaron Krickstein (Ann Arbor, 2 agosto 1967) è un ex tennista statunitense che ha disputato l'ATP Tour dal 1983 al 1996, diventando il più giovane tennista a raggiungere i top 10 della classifica ATP, a 17 anni e 11 giorni.

## Carriera
Zio della golfista Morgan Pressel, Krickstein è stato il più giovane tennista a raggiungere i top 100 della classifica ATP, issandosi alla posizione no 97 il 17 ottobre 1983, all'età di 16 anni, 2 mesi e 15 giorni, nonché il più giovane top 10 della storia, grazie alla nona posizione raggiunta il 13 agosto 1984, a 17 anni e 11 giorni. Nel 1984, all'età di 17 anni, prese parte al Masters disputatosi al Madison Square Garden di New York, diventando il più giovane tennista a partecipare a questo torneo.
Raggiunse la sua migliore classifica nel febbraio 1990, quando salì alla posizione no 6. Fece parte della squadra statunitense di Coppa Davis dal 1985 al 1990, giocando in totale dieci incontri con sei vittorie. Complessivamente in carriera vinse 9 tornei, raggiungendo come risultato più importante nei tornei del Grande Slam la semifinale all'Australian Open 1995 dove fu sconfitto da Andre Agassi.

## Statistiche

### Singolare

#### Vittorie (9)
| Legenda                                           |
| Grande Slam (0)                                   |
| Tennis Masters Cup / ATP World Tour Finals (0)    |
| Grand Slam Cup (0)                                |
| Super 9 / Master Series (0)                       |
| ATP Championships / International Series Gold (1) |
| World Series / International Series (8)           |

| N° | Data              | Torneo                                | Superficie  | Avversario della finale       | Risultato        |
| 1. | 10 ottobre 1983   | Tel Aviv Open, Tel Aviv (1)           | Cemento     | Christoph Zipf                | 7–6, 6–3         |
| 2. | 16 luglio 1984    | U.S. Pro Tennis Championships, Boston | Terra rossa | José Luis Clerc               | 7–6(2), 3–6, 6–4 |
| 3. | 10 settembre 1984 | Tel Aviv Open, Tel Aviv (2)           | Cemento     | Shahar Perkiss                | 6–4, 6–1         |
| 4. | 17 settembre 1984 | Geneva Open, Ginevra                  | Terra rossa | Henrik Sundström              | 6–7, 6–1, 6–4    |
| 5. | 9 gennaio 1989    | Medibank International, Sydney        | Cemento     | Andrej Čerkasov               | 6–4, 6–2         |
| 6. | 18 settembre 1989 | Farmers Classic, Los Angeles          | Cemento     | Michael Chang                 | 2–6, 6–4, 6–2    |
| 7. | 17 ottobre 1989   | Tokyo Indoor                          | Carpet      | Carl-Uwe Steeb                | 6–2, 6–2         |
| 8. | 30 marzo 1992     | SA Tennis Open, Johannesburg (1)      | Cemento     | Aleksandr Vladimirovič Volkov | 6–4, 6–4         |
| 9. | 29 marzo 1993     | SA Tennis Open, Johannesburg (2)      | Cemento     | Grant Stafford                | 6–3, 7–6(7)      |

#### Finali perse (10)
| Legenda                                           |
| Grande Slam (0)                                   |
| Tennis Masters Cup / ATP World Tour Finals (0)    |
| Grand Slam Cup (0)                                |
| Super 9 / Master Series (2)                       |
| ATP Championships / International Series Gold (1) |
| World Series / International Series (7)           |

| Nº  | Data              | Torneo                                     | Superficie  | Avversario della finale | Risultato          |
| --- | ----------------- | ------------------------------------------ | ----------- | ----------------------- | ------------------ |
| 1.  | 19 maggio 1984    | Internazionali d'Italia, Roma              | Terra rossa | Andrés Gómez            | 6-2, 1-6, 2-6, 2-6 |
| 2.  | 29 luglio 1984    | Legg Mason Tennis Classic, Washington      | Terra rossa | Andrés Gómez            | 2-6, 2-6           |
| 3.  | 24 novembre 1985  | Hong Kong Open, Hong Kong                  | Cemento     | Andrés Gómez            | 3-6, 3-6, 6-3, 4-6 |
| 4.  | 12 ottobre 1986   | Tel Aviv Open, Tel Aviv (1)                | Cemento     | Brad Gilbert            | 5-7, 2-6           |
| 5.  | 16 ottobre 1988   | Tel Aviv Open, Tel Aviv (2)                | Cemento     | Brad Gilbert            | 6-4, 6-7, 2-6      |
| 6.  | 20 novembre 1988  | Detroit Open, Detroit                      | Carpet      | John McEnroe            | 5-7, 2-6           |
| 7.  | 15 aprile 1990    | Japan Open Tennis Championships, Tokyo     | Cemento     | Stefan Edberg           | 4-6, 5-7           |
| 8.  | 30 settembre 1990 | South Pacific Tennis Classic, Brisbane (1) | Cemento     | Brad Gilbert            | 3-6, 1–6           |
| 9.  | 29 settembre 1991 | South Pacific Tennis Classic, Brisbane (2) | Cemento     | Gianluca Pozzi          | 3-6, 6(4)–7        |
| 10. | 26 aprile 1992    | Monte Carlo Open, Monte Carlo              | Terra rossa | Thomas Muster           | 3-6, 1-6, 3-6      |